# Kaligesing
Kaligesing is een bestuurslaag in het regentschap Purworejo van de provincie Midden-Java, Indonesië. Kaligesing telt 1410 inwoners (volkstelling 2010).